# John Spicer (MP)
John Spicer (falecido por volta de 1428), de Oxford, foi um membro do parlamento inglês e comerciante de roupa.
Ele foi um membro (MP) do Parlamento da Inglaterra por Oxford em 1399, 1402 e janeiro de 1404. Ele teve um filho, John Spicer, júnior.